# کلمون لنگله
کلمن نیکلا لرن لنگله (فرانسوی: Clément Lenglet‎؛ زادهٔ ۱۷ ژوئن ۱۹۹۵) بازیکن فوتبال اهل فرانسه است که در پست مدافع میانی برای باشگاه اتلتیکو مادرید بازی می‌کند. تلفظ صحیح نام او در زبان فرانسوی، کلمُن لُنگله است.
از باشگاه‌هایی که در آن بازی کرده‌است می‌توان به نانسی، سویا، بارسلونا و تاتنهام اشاره کرد.

## آمار ملی

### بازی‌های ملی
تا تاریخ ۱۳ نوامبر ۲۰۲۱
| فرانسه | فرانسه | فرانسه |
| سال    | بازی   | گل     |
| ------ | ------ | ------ |
| ۲۰۱۹   | ۷      | ۱      |
| ۲۰۲۰   | ۴      | ۰      |
| ۲۰۲۱   | ۴      | ۰      |
| مجموع  | ۱۵     | ۱      |

### گل‌های ملی
| شماره | تاریخ           | میزبان   | بازی ملی | حریف   | نتیجه | رقابت                         |
| ----- | --------------- | -------- | -------- | ------ | ----- | ----------------------------- |
| ۱     | ۱۰ سپتامبر ۲۰۱۹ | سنت دنیس | ۳        | آندورا | ۳–۰   | مقدماتی جام ملت‌های اروپا ۲۰۲۰ |